# Eurycope crassiramis
Eurycope crassiramis är en kräftdjursart som beskrevs av Golovan 2008. Eurycope crassiramis ingår i släktet Eurycope och familjen Munnopsidae. Inga underarter finns listade i Catalogue of Life.